# Jacobus Vollebregt
Jacobus Johannes Vollebregt (Rotterdam, 19 oktober 1825 – 's-Hertogenbosch, 2 september 1888) was een Nederlands orgelbouwer.
Hij was zoon van Anna Maria van den Tempel en orgelbouwer Johannes Vollebregt. Zelf trouwde hij op 5 mei 1847 met Helena (Lena) Barends, dochter van een koffiebrander. 
Jacobus Vollebregt werkte vanuit Vught, ’s-Hertogenbosch en Heusden. Tot aan zijn vaders dood in 1872 werkten zij samen aan talloze orgels in Noord-Brabant. Hij trad dus wel in de voetsporen van zijn vader, maar kon het bedrijf uiteindelijk niet redden, aldus de Algemene muziek encyclopedie.
- International Standard Name Identifier: 0000 0003 8863 0076
- Nederlandse Thesaurus van Auteursnamen: 071424377
- Virtual International Authority File: 281868911

Adema · Gebroeders Van der Aa · Jacobus Armbrost · Bakker & Timmenga · Johann Bätz · Jonathan Bätz · Joseph Binvignat · Sander Booij · Martin Butter · Van Dam · Matthijs van Deventer · Geert Pieters Dik · Johannes Duyschot · Roelof Barentszn Duyschot · Bernhardt Edskes · Marten Eertman · Gerardus Elberink · Elbertse · Antoon van Elen · Flentrop · Dirk Flentrop · Heinrich Hermann Freytag · Rudolf Garrels · Justus Geerkens · Pieter Geerkens · Gradussen · Albertus van Gruisen · Willem van Gruisen · Nicolaas van Hagen · Willem Hardorff · Hendrik Hermanus Hess · Jan van den Heuvel · Jan Adolf Hillebrand · Albertus Antoni Hinsz · Bernard Petrus van Hirtum · Nicolaas van Hirtum · Cornelis Hoornbeek · Klop Orgels & Klavecimbels · Hermanus Knipscheer · Johan Frederik Kruse · Ernst Leeflang · Lohman · Jan van Loo · Michaël Maarschalkerweerd · Pieter Maarschalkerweerd · Abraham Meere · Roelf Meijer · Michaël Mercator · Carl Friedrich August Naber · Familie Niehoff · Cornelis van Oeckelen · Petrus van Oeckelen · Detlef Onderhorst · Pels & Van Leeuwen · Pereboom & Leijser · Elbert Pluer · Radersma · Joachim Reichner  · Reil · Cornelis Rogier · Mense Ruiter · Conradus Ruprecht II · Hans Wolff Schonat · Franciscus Cornelius Smits · Frans Casper Snitger · Johannes Stephanus Strümphler · Johannes Wilhelmus Timpe · Valckx & Van Kouteren · Kam & Van der Meulen · Henk Veeningen · Matthijs Verhofstadt · Vermeulen · Verschueren · Johannes Vollebregt · Jacobus Vollebregt · Van Vulpen · Christian Gottlieb Friedrich Witte · Johan Frederik Witte · Lodewijk Ypma · Jacobus Zeemans
Zuid-Nederlands orgelbouwer (voor 1830)